# Manseau (Québec)
Pour les articles homonymes, voir Manseau.
Manseau est une municipalité du Québec située dans la MRC de Bécancour dans le Centre-du-Québec.

## Toponymie
Nommée en hommage à l'abbé Martial Manseau (Drummondville, 1870-1951), premier curé de la paroisse, de 1899 à 1907 ».

## Histoire

### Saint-Joseph-de-Blandford
À la fin du XIXe siècle, une mission était instaurée sur l'actuel territoire de Saint-Joseph-de-Blandford et désignée comme Saint-Joseph-de-Moose-Park, nom tiré partiellement de la raison sociale d'une compagnie forestière, la Moose Park Lumber. Lorsque, détaché de Sainte-Sophie-de-Lévrard et de Saint-Louis-de-Blandford, le territoire sera canoniquement érigé en paroisse en 1905, il prendra le nom de Saint-Joseph-de-Blandford, retenu par la suite pour identifier la municipalité établie en 1909.

### Manseau

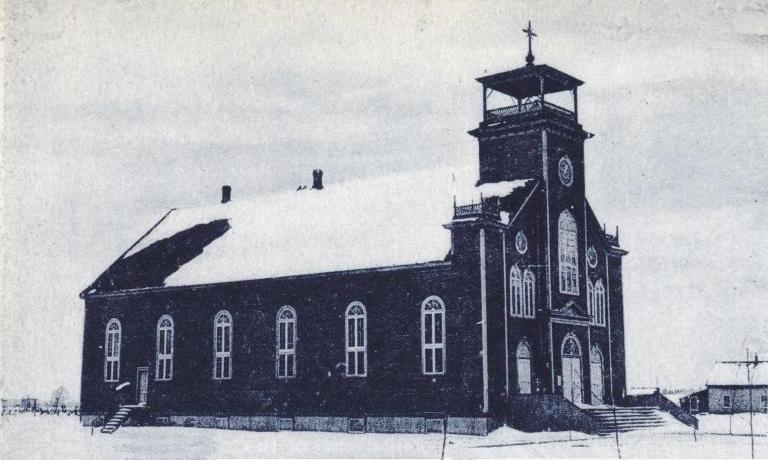
Église paroissiale, Manseau, vers 1910

D'abord connue sous la dénomination de Moose Park, de 1896 à 1904, nom attribué par les constructeurs du chemin de fer qui avaient leur campement à cet endroit, jadis fréquenté par l'orignal et le chevreuil, et retenu pour le bureau de poste local, la municipalité du village de Manseau allait recevoir ce nom, en 1922, par suite de son détachement du territoire de la municipalité de la paroisse de Saint-Joseph-de-Blandford (1909). 

## Géographie
La municipalité est située au sud de Sainte-Françoise, à 35 km à l'est de Bécancour. Arrosée par la Petite rivière du Chêne, qui la traverse du sud-est vers le nord, elle occupe l'extrémité sud-est de la MRC.
Manseau est traversée par la route 218 et l'autoroute 20.

## Démographie
| 1996  | 2001 | 2006 | 2011 | 2016 | 2021 |
| ----- | ---- | ---- | ---- | ---- | ---- |
| 1 005 | 905  | 934  | 843  | 816  | 807  |

## Administration
Les élections municipales se font en bloc pour le maire et les six conseillers.
| Manseau Maires depuis 2002                                                                                           |               |         |          |
| Élection | Maire         | Qualité | Résultat |
| 2002 | Guy St-Pierre |         | Voir     |
| 2005 | Guy St-Pierre | Voir    |          |
| 2009 | Guy St-Pierre | Voir    |          |
| 2013 | Guy St-Pierre | Voir    |          |
| 2017 | Guy St-Pierre | Voir    |          |
| 2021 | Guy St-Pierre | Voir    |          |
| Élection partielle en italique Depuis 2005, les élections sont simultanées dans toutes les municipalités québécoises |               |         |          |

## Festival de 1970
C'est à la ferme Napoléon qu'a eu lieu le 1er et 2 août 1970, un festival de musique pop qui selon Radio-Canada se solda par un échec. Organisé par Woods Productions, l'événement qui coutait 15$ fut annulé dès la première journée pour faire place à des performances improvisées, après avoir aboli le prix d'entrée. Autorisé par le gouvernement québécois, le Festival Pop de Manseau reçu la visite du ministre de la santé Claude Castonguay venu constater son déroulement. Connu comme le premier festival pop du Québec, son souvenir reste associé à la consommation excessive de drogues par les spectateurs dont plus de 300 auraient été traités pour abus
.